# Diàspora armènia

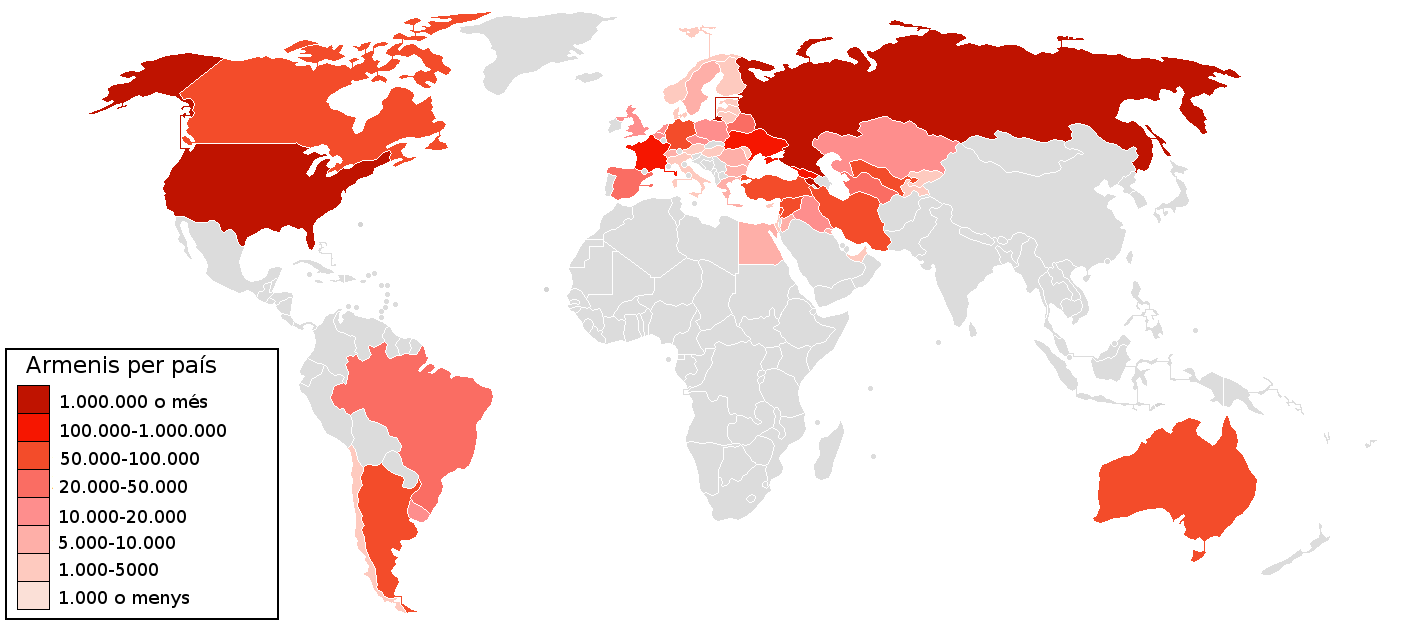
Mapa de la diàspora armènia

La Diàspora Armènia es refereix a les comunitats d'armenis fora de la República d'Armènia, incloent-hi l'autoproclamada República de l'Alt Karabakh. Des de l'antiguitat, els armenis han establert comunitats a diverses regions del món. Tot i així, la diàspora armènia moderna es va formar majorment com a resultat del Genocidi Armeni de 1915, quan els armenis que vivien a la seva pàtria ancestral a la Turquia occidental, coneguda pels armenis pel nom d'Armènia Occidental, van ser sistemàticament exterminats pel govern turc.
Avui en dia més de la meitat dels armenis viuen fora del que queda dels territoris històrics, sent Rússia, França i els Estats Units d'Amèrica els països on hi ha més armenis. Les dificultats econòmiques experimentades per la República d'Armènia des de la seva independència a inicis de la dècada de 1990 va revifar l'emigració d'armenis, principalment a Europa i a Nord-amèrica.

## Terminologia

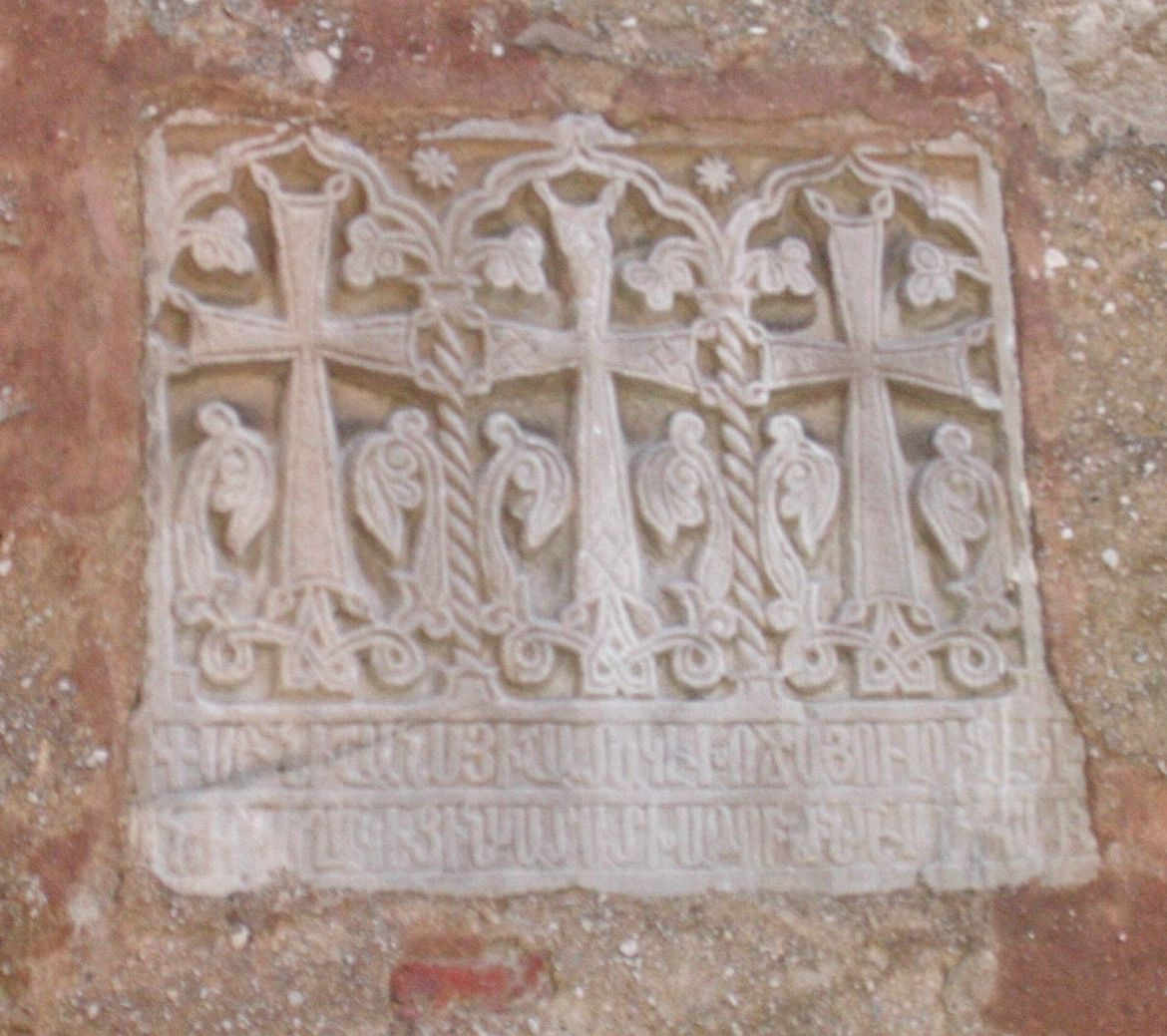
Jachkar al mur de l'església armènia de Sant Sergi, a Teodòsia, Crimea.

En armeni, es refereix a la diàspora amb la paraula spyurk (spʰjurkʰ), escrit com a սփիւռք amb l'ortografia clàssica i սփյուռք amb l'ortografia reformada. Durant el passat la paraula gaghut (գաղութ ɡɑˈʁutʰ) s'usava principalment per referir a les comunitats armènies fora de la pàtria armènia. És un préstec del cognat arameu (siríac clàssic de l'hebreu galut (גלות).

## Història
La diàspora armènia ha estat present per més de 1.700 anys. La diàspora armènia moderna es va formar principalment pel Genocidi Armeni després de la Primera Guerra Mundial. D'acord amb Randall Hansen, "Tant en el passat com avui en dia, les comunitats armènies al voltant del món s'han desenvolupat de maneres significativament diferents dins de les restriccions i oportunitats trobades a diverses cultures i països amfitrions."
Després de la caiguda de l'Imperi Otomà, els nacionalistes turcs liderats per Mustafà Kemal Atatürk van prendre la regió d'Armènia Occidental. Com a resultat del genocidi, els armenis van ser forçats a fugir a diferents parts del món (aproximadament mig milió d'armenis es van exiliar) i van crear comunitats armènies noves lluny de la seva terra de naixement. A través dels casaments i de la procreació, el nombre d'armenis a la diàspora que són descendents d'aquells armenis que van sobreviure i van fugir d'Armènia Occidental és avui en dia de l'ordre de diversos milions. Des de la divisió de la Unió Soviètica, aproximadament un milió més d'armenis es van unir a la diàspora a causa de les difícils condicions econòmiques a Armènia. Jivan Tabibian, un acadèmic armeni i en el passat membre del cos diplomàtic d'Armènia va dir que els armenis «no estan arrelats a un lloc... però són intensament conscients del seu lloc.»

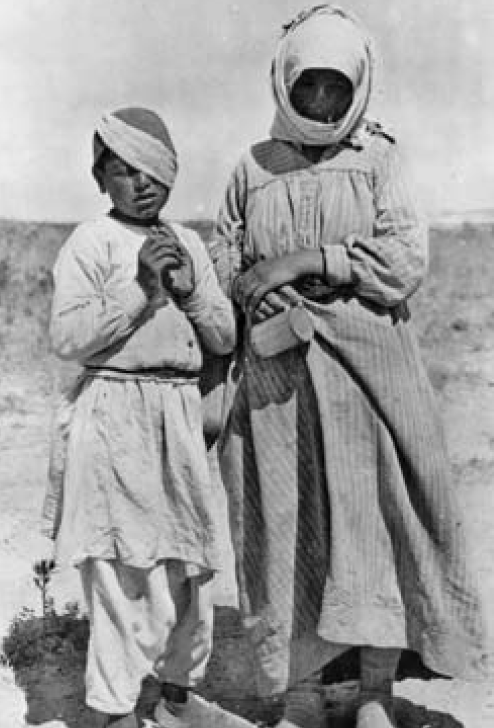
Refugiada armènia i el seu fill (1919).

Durant el segle iv, ja existien comunitats armènies fora de la Gran Armènia. Havien sorgit comunitats armènies de la diàspora a l'Imperi Sassànida i l'Imperi Persa, i també per defendre les fronteres de l'est i del nore de l'Imperi Romà d'Orient. Per repoblar les àrees amb menys gent de l'imperi, els armenis van ser traslladats a aquestes regions. Alguns armenis es van convertir a l'ortodòxia grega a l'hora que van retenir l'armeni com a llengua, mentre que d'altres tossudament es van mantenir fidels a l'Església Armènia malgrat la pressió de les autoritats. Un nombre creixent d'armenis voluntàriament van emigrar o van ser forçats a emigrar cap a la Cilícia durant els segles XI i xii. Després de la caiguda del regne dels Mamelucs i la pèrdua de la condició d'estat d'Armènia el 1375, al voltant de 150.000 armenis van emigrar a Xipre, els Balcans i Itàlia. Tot i que ja existia una diàspora armènia durant l'antiguitat clàssica i l'edat mitjana, va créixer amb l'emigració des de l'Imperi Otomà, Rússia i el Caucas.
La diàspora armènia es divideix en dues comunitats – els que van emigrar de l'Armènia otomana o Armènia Occidental i els que van emigrar de la Unió Soviètica i de la República d'Armènia des de la independència.
La diàspora armènia va créixer considerablement durant i després de la Primera Guerra Mundial a causa de la dissolució de l'Imperi Otomà. Tot i que molts armenis van morir durant la guerra d'independència turca, alguns armenis van aconseguir fugir i establir-se a diverses parts del món.

## Distribució

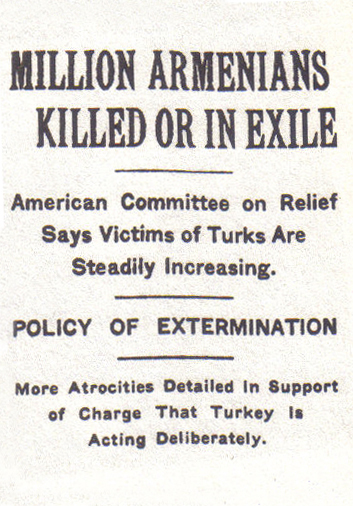
Article del New York Times sobre el genocidi i la diàspora armènia.

Avui en dia, la diàspora armènia refereix a les comunitats d'armenis que viuen fora de la República d'Armènia i la República de l'Alt Karabakh, atès que aquestes regions formen part de la pàtria armènia original. La població total estimada d'armenis vivint al món és de 11 milions de persones.
D'aquesta població total, aproximadament 3 milions viuen a Armènia, 130.000 a la no reconeguda de facto República de l'Alt Karabakh i 120.000 a la regió de Djavakheti a la veïna Geòrgia. Això deixa aproximadament 7 milions d'armenis a la diàspora (amb les poblacions més grans a Rússia, els Estats Units, França, Argentina, Líban, Síria, Iran, Turquia, Canadà, Ucraïna, Grècia i Austràlia).
Menys de la meitat de la població mundial d'armenis viuen a Armènia. L'àrea pre-Primera Guerra Mundial on vivien era sis cops més gran que l'àrea actual de l'Armènia moderna, i incloïa les regions orientals de Turquia, el nord de l'Iran, la part sud de Georgia, l'Alt Karabakh i el Nakhtxivan de l'Azerbaidjan. Aquestes regions eren part de l'Imperi Otomà i d'altres estats.

### Població per país
La taula següent presenta una llista de països i territoris on hi viuen armenis, amb el seu nombre d'acord amb dades oficials i estimacions per diverses organitzacions i la premsa.
Les estimacions poden variar àmpliament, perquè no hi ha disponibilitat de dades fiables per alguns països. A França, Síria, Iran, Líban, Alemanya i molts altres països, no es va registrar l'etnicitat als censos de població i és virtualment impossible determinar el nombre real d'armenis que hi viuen. Hi ha dades a la major part dels països de la Unió Europea sobre les persones estrangeres (nascuts a fora o amb una ciutadania estrangera) però això no mostra un panorama complet i difícilment pot usar-se com a font per al nombre d'armenis, perquè a molts països, sent França l'exemple més destacat, la major part d'armenis no són de la República d'Armènia i no tenen cap connexió legal amb la seva terra ancestral. A més a més, no tots els ciutadans armenis i les persones nascudes a Armènia són d'ètnia armènia, però la gran majoria d'ells sí que ho són, ja que el 97,9% de la població del pais és armènia.
Per a altres països, com ara Rússia, es creu que el nombre oficial d'armenis ha estat subestimat, perquè molts emigrants viuen al país.
| Ordre | País/territori         | Dades oficials (les últimes disponibles) | Dades no oficials o estimacions            | Article                                    |
| ----- | ---------------------- | ---------------------------------------- | ------------------------------------------ | ------------------------------------------ |
| 1     | Rússia                 | 1.182.388 (Cens 2010)                    | 1.500.000. 2.000.000, 2.500.000, 2.900.000 | Armenis de Rússia                          |
| 2     | Estats Units d'Amèrica | 483.366 (ACS 2011)                       | 1.000.000, 1.500.000                       | Armenis dels Estats Units d'Amèrica        |
| 3     | França                 | 12.355 (2005, nascuts a Armènia)         | 300.000, 400.000, 500.000, 750.000         | Armenis de França                          |
| 4     | Geòrgia                | 248.929 (2002 census)                    |                                            | Armenis de Geòrgia                         |
| 5     | Ucraïna                | 99.894 (2001 census)                     | 100.000, 250.000                           | Armenis d'Ucraïna                          |
| 6     | Iran                   | N/D                                      | 70.000–80.000, 120.000                     | Armenis de l'Iran                          |
| 7     | Turquia                | N/D                                      | 50.000, 50.000–70.000, 60.000              | Armenis de Turquia                         |
| 8     | Líban                  | N/D                                      | 70.000–80.000, 100.000                     | Armenis del Líban                          |
| 9     | Argentina              | 1.227 (2001, nascuts a Armènia)          | 70.000                                     | Armenis de l'Argentina                     |
| 10    | Síria                  | N/D                                      | 35.000–40.000, 60.000,                     | Armenis de Síria                           |
| 11    | Canadà                 | 50.500 (2006 census)                     | 50.000, 60.000–65.000                      | Armenis del Canadà                         |
| 12    | Grècia                 | 7.742 (2001, ciutadans armenis)          | 60.000, 70.000-80.000                      | Armenis de Grècia                          |
| 13    | Abkhàzia               | 41.907 (2011 census)                     | 50.000, 70.000                             | Armenis d'Abkhàzia                         |
| 14    | Bulgària               | 10.832 (2001 census)                     | 50.000                                     | Armenis de Bulgària                        |
| 15    | Uzbekistan             | 50.537 (1989 census)                     | 42.359, 50.000,                            | Armenis de l'Uzbekistan                    |
| 16    | Espanya                | 11.706 (2011, ciutadans armenis)         | 45.000, 80.000                             | Armenis d'Espanya                          |
| 17    | Alemanya               | 11.205 (2011, ciutadans armenis)         | 30.000, 50.000-60.000                      | Armenis d'Alemanya                         |
| 18    | Polònia                | 3.000 (2011 census)                      | 15.000–30.000, 40.000, 50.000              | Armenis de Polónia                         |
| 19    | Austràlia              | 15.791 (2006 census)                     | 50.000                                     | Armenis d'Austràlia                        |
| 20    | Brasil                 | N/D                                      | 30.000, 35.000-40.000                      | Armenis del Brasil                         |
| 21    | Belarús                | 8.512 (2009 census)                      | 25.000, 30.000                             | Armenis de Belarús                         |
| 22    | Turkmenistan           | 31.829 (1989 Soviet census)              | 20.000-22.000, 30.000                      | Armenis del Turkmenistan                   |
| 23    | Kazakhstan             | 11.031 (2010 official est.)              | 20.000-25.000, 25.000                      | Armenis del Kazakhstan                     |
| 24    | Regne Unit             | 1.720 (2011, ciutadans armenis)          | 18.000                                     | Armenis del Regne Unit                     |
| 25    | Hongria                | 161 (2011, ciutadans armenis)            | 6.000, 30.000                              | Armenis d'Hongria                          |
| 26    | Uruguai                | N/D                                      | 15.000                                     | Armenis de l'Uruguai                       |
| 27    | Irak                   | N/D                                      | 10.000                                     | Armenis de l'Iraq                          |
| 28    | Països Baixos          | 705 (2011, ciutadans armenis)            | 12.000                                     | Armenis dels Països Baixos                 |
| 29    | Bèlgica                | 9.633 (2011, ciutadans armenis)          | 7.000                                      | Armenis de Bèlgica                         |
| 30    | Kuwait                 | N/D                                      | 6.000                                      | Armenis de Kuwait                          |
| 31    | Egipte                 | N/D                                      | 6.000                                      | Armenis d'Egipte                           |
| 32    | República Txeca        | 2.100 (2011, nascuts a Armènia)          | ~10.000                                    | Armenis de la República Txeca              |
| 33    | Suècia                 | 1.672 (2011, nascuts a Armènia)          | 5.000                                      | Armenis de Suècia                          |
| 34    | Àustria                | 2.667 (2009, ciutadans armenis)          | 4.000                                      | Armenis d'Àustria                          |
| 35    | Romania                | 1.780 (2002 census)                      | 5.000, 7.500-10.000                        | Armenis de Romania                         |
| 36    | Letònia                | 2.742 (2008 yearly statistics)           | 3.000                                      | Armenis de Letònia                         |
| 37    | Suïssa                 | 612 (2010, ciutadans armenis)            | 4.500                                      | Armenis de Suïssa                          |
| 38    | Veneçuela              | N/D                                      | 3.500                                      |                                            |
| 39    | Estònia                | 1.402 (2011 census)                      | 3.000                                      | Armenis d'Estònia                          |
| 40    | Itàlia                 | 666 (2011, ciutadans armenis)            | 3.000                                      | Armenis d'Itàlia                           |
| 41    | Dinamarca              | 605 (2011, nascuts a Armènia)            | 3.000                                      | Armenis de Dinamarca                       |
| 42    | Emirats Àrabs Units    | N/D                                      | 3.000                                      | Armenis als Emirats Àrabs Units            |
| 43    | Tadjikistan            | 5.651 (1989 Soviet census)               | 3.000                                      | Armenis del Tadjikistan                    |
| 44    | Jordània               | N/D                                      | 3.000                                      | Armenis de Jordània                        |
| 45    | Moldàvia               | 2.873 (1989 Soviet census)               | 2.000-4.000                                | Armenis de Moldàvia                        |
| 46    | Lituània               | 1.477 (2001 census)                      | 2.500                                      | Armenis de Lituània                        |
| 47    | Israel                 | N/D                                      | 2.000, 3.000                               | Armenis d'Israel                           |
| 48    | Xipre                  | 1.341 (2001 census)                      | 2.000                                      | Armenis de Xipre                           |
| 49    | Azerbaidjan            | 183 (2009 census)                        | 2.000–3.000, 5.000                         | Armenis de l'Azerbaidjan                   |
| 50    | Kirguizstan            | 1.364 (1999 census)                      | 900-1.000                                  | Armenis del Kirguizstan                    |
| 51    | Xile                   | N/D                                      | 1.500                                      |                                            |
| 52    | Noruega                | 275 (2012, país d'origen)                | 1.000                                      |                                            |
| 53    | Finlàndia              | 93 (2011, ciutadans armenis)             | 200, 1.000                                 |                                            |
| 54    | Malta                  | 10 (2008, ciutadans armenis)             | 500                                        |                                            |
| 55    | Eslovàquia             | 261 (2005, nascuts a Armènia)            | 500                                        |                                            |
| 56    | Eslovènia              | 7 (2005, nascuts a Armènia)              | 500                                        |                                            |
| 57    | Albània                | N/D                                      | 400                                        |                                            |
| 58    | Mèxic                  | N/D                                      | 400                                        |                                            |
| 59    | Sèrbia                 | 222 (cens del 2011)                      | 300–350                                    | Armenis de Sèrbia                          |
| 60    | Macedònia del Nord     | N/D                                      | 300                                        |                                            |
| 61    | Sud-àfrica             | N/D                                      | 300                                        |                                            |
| 62    | Perú                   | N/D                                      | 250                                        |                                            |
| 63    | Nova Zelanda           | N/D                                      | 200                                        |                                            |
| 64    | Índia                  | N/D                                      | 200                                        |                                            |
| 65    | Irlanda                | 70 (2011, nascuts a Armènia)             | 150                                        |                                            |
| 66    | Portugal               | 105 (2009, nascuts a Armènia)            | &0000000000000105.000000                   |                                            |
| 67    | Etiòpia                | N/D                                      | 80-90                                      |                                            |
| 68    | Cuba                   | N/D                                      | 80                                         |                                            |
| 69    | Singapur               | N/D                                      | 80                                         | Armenis de Singapur                        |
| 70    | Xina                   | N/D                                      | 50-60                                      | Armenis de la República Popular de la Xina |
| 71    | Japó                   | 21 (2000, ciutadans armenis)             | 50-60                                      |                                            |
| 72    | Tailàndia              | N/D                                      | 40-50                                      |                                            |
| 73    | Marroc                 | N/D                                      | 25-30                                      |                                            |
| 74    | Luxemburg              | 7 (2001, ciutadans armenis)              | &0000000000000007.000000                   |                                            |
| 75    | Bangladesh             |                                          | 1                                          | Armenis de Bangladesh                      |
| Total | 5.605.725              | 5.605.725                                | 6.849.192 — 10.507.133                     |                                            |

Notes
1. ↑  Els Hemshin i els Cripto-armenis no estan inclosos.
2. ↑  Independent De facto, de iure part de Geòrgia.
3. ↑  Excloent l'Alt Karabakh. La República de l'Alt Karabakh és un estat de facto independent que generalment no es considera part de la diàspora armènia. Internacionalment se'l considera de iure part de l'Azerbaidjan. D'acord amb el cens de 2005, el nombre d'armenis a l'Alt Karabakh era de 137.300.[107]
4. ↑  Immigrants i nascuts a Noruega de pares immigrants.[114]